# Strenggraben
Der Strenggraben ist ein rechter Zufluss des Arnbachs bei Westheim im mittelfränkischen Landkreis Weißenburg-Gunzenhausen.

## Verlauf
Der Strenggraben entspringt auf einer Höhe von ca. 538 m ü. NHN in einem Waldgebiet nordöstlich von Hohentrüdingen unweit des in anderer Richtung abfließenden Kohlbrunnens. Er fließt zunächst durch den Wald bzw. entlang des Waldrands in eine südliche bis südwestliche Richtung und unterquert die Kreisstraße WUG 29. Anschließend fließt er durch eine Offenlandschaft und knickt in eine nordwestliche Richtung um. Der Strenggraben mündet nach einem Lauf von rund 1,1 Kilometern auf einer Höhe von 475 m ü. NHN nördlich von Hohentrüdingen von rechts bzw. von Westen in den Arnbach. Er ist der längste Zufluss des Arnbachs.